# Bob Martin (comico)
Robert Martin, detto Bob (Londra, 8 dicembre 1962), è un attore, comico e librettista canadese.

## Biografia
Bob Martin ha cominciato la sua carriera come attore e regista della compagnia d'improvvisazione The Second City di Toronto nel 1996, di cui fu successivamente direttore artistico dal 2003 al 2004. Nel 2005 ha fatto il suo debutto a Broadway come protagonista del musical The Drowsy Chaperone, di cui ha co-scritto il libretto con Don McKellen, mentre la colonna sonora era di Lisa Lambert e Greg Morrison. Per The Drowsy Chaperone Martin è stato candidato al Tony Award al miglior attore protagonista in un musical e ha vinto il Tony Award al miglior libretto di un musical con McKellar. Nel 2008 è tornato a recitare in The Drowsy Chaperone a Londra e per la sua performance è stato candidato al Laurence Olivier Award al miglior attore in un musical.
Nel 2009 ha scritto il libretto del musical Minsky's, in scena all'Ahmanson Theater di Los Angeles. È tornato a Broadway nel 2010 come librettista della riduzione teatrale di Elf - Un elfo di nome Buddy, poi riproposto a Broadway anche nel 2012. Dopo aver scritto i libretti dei musical The Sting e Half Time, nel 2018 è tornato a Broadway come librettista di The Prom, per cui è stato candidato al suo secondo Tony Award al miglior libretto di un musical.
Molto attivo in campo televisivo nel natio Canada, Bob Martin è noto anche come attore e sceneggiatore delle serie TV The Industry (1998-2003) e Slings & Arrows (2003-2006). Nel 2020 ha curato la sceneggiatura dell'adattamento cinematografico di The Prom ad opera di Ryan Murphy.

## Filmografia parziale

### Sceneggiatore

#### Cinema
- The Prom, regia di Ryan Murphy (2020)

### Attore

#### Televisione
- I gemelli Edison - serie TV, 3 episodi (1984-1985)
- Il prezzo della passione - film TV (1990)

## Teatro
- The Drowsy Chaperone, colonna sonora di Lisa Lambert e Greg Morrison, libretto di Bob Martin e Don McKellen (2006)
- Minsky's, colonna sonora di Charles Strouse; testi di Susan Birkenhead, libretto di Bob Martin (2009)
- Elf: The Musical, colonna sonora di Matthew Sklar, testi di Chad Beguelin, libretto di Bob Martin e Thomas Meehan (2010)
- Half Time, colonna sonora di Matthew Sklar, testi di Nell Benjamin, libretto di Bob Martin e Chad Beguelin (2011)
- The Prom, colonna sonora di Matthew Sklar, testi di Chad Beguelin, libretto di Bob Martin e Beguelin (2016)
- The Sting, colonna sonora e testi di Mark Hollmann, Greg Kotis, e Harry Connick Jr., libretto di Bob Martin (2018)

## Riconoscimenti
- Canadian Comedy Award
  - 2000 – Candidatura per la miglior sceneggiatura di uno speciale TV per Comedy Now!
  - 2001 – Candidatura per la miglior sceneggiatura di una serie TV per Twitch City
  - 2002 – Candidatura per la miglior sceneggiatura di uno speciale TV o episodio per Made in Canada
  - 2002 – Miglior sceneggiatura di una serie TV per Made in Canada
  - 2005 – Miglior sceneggiatura di una serie TV per Slings & Arrows
  - 2012 – Candidatura per la miglior sceneggiatura di una serie TV per Michael: Tuesdays & Thursdays
  - 2012 – Candidatura per il miglior attore in una serie TV per Michael: Tuesdays & Thursdays
  - 2013 – Candidatura per la miglior serie televisiva commedia per Michael: Tuesdays & Thursdays
  - 2013 – Candidatura per il miglior attore in una serie TV per Michael: Tuesdays & Thursdays
- Drama Desk Award
  - 2006 – Miglior libretto di un musical per The Drowsy Chaperone
  - 2019 – Candidatura al miglior libretto di un musical per The Prom
- Gemini Awards
  - 2003 – Candidatura per la miglior sceneggiatura di una commedia, varietà o speciale TV per Made in Canada
  - 2004 – Candidatura per la miglior sceneggiatura di una serie drammatica per Slings & Arroes
  - 2006 – Miglior sceneggiatura di una serie drammatica per Slings & Arrows
  - 2007 – Miglior sceneggiatura di una serie drammatica per Slings & Arrows
  - 2013 – Candidatura per la miglior commedia o speciale TV per Tuesdays & Thursdays
- Premio Laurence Olivier
  - 2008 – Candidatura per il miglior nuovo musical
  - 2008 – Candidatura per il miglior attore in un musical
- New York Drama Critics' Circle
  - 2006 – Miglior Musical per The Drowsy Chaperone
- Tony Award
  - 2006 – Candidatura al miglior attore protagonista in un musical per The Drowsy Chaperone
  - 2006 – Miglior libretto di un musical per The Drowsy Chaperone
  - 2019 – Candidatura al miglior libretto di un musical per The Prom
- Writers Guild of America
  - 2004 – Candidatura per la migliore serie drammatica per Slings & Arrows
  - 2004 – Candidatura per la migliore serie drammatica per Slings & Arrows
  - 2004 – Migliore serie drammatica per Slings & Arrows
  - 2006 – Candidatura per la migliore serie drammatica per Slings & Arrows
  - 2006 – Migliore serie drammatica per Slings & Arrows
  - 2007 – Migliore serie drammatica per Slings & Arrows